# Johans Oja
Johans Oja (ur. 18 marca 1904 w Rydze, zm. 25 marca 1942 w Czerniowcach) – łotewski lekkoatleta, sprinter, olimpijczyk. Reprezentant Rīgas Unions.
Uczestnik igrzysk olimpijskich w Paryżu (1924). Wystąpił w biegach na 100 i 200 metrów, w obu odpadał w ćwierćfinałach. Wielokrotny mistrz Łotwy w biegu na 100 m, 200 m, 400 m, 800 m, sztafecie szwedzkiej (we wszystkich był mistrzem w 1924 roku) i w sztafecie 4 × 100 m (1923, 1924, 1930). We wspomnianych konkurencjach (doliczając jeszcze bieg na 60 m) był jedenastokrotnym rekordzistą kraju.
Rekordy życiowe: 100 m – 11,0 s (1924), 200 m – 23,0 s (1924), 400 m – 51,8 s (1924).